# Интерсекциональность
Интерсекциона́льность, или тео́рия пересече́ний — это исследование пересечения различных форм или систем угнетения, доминирования или дискриминации.
К примеру, в чёрном феминизме утверждается, что опыт чернокожих женщин не может быть понят, исходя из опыта чернокожих или опыта женщин, взятых по отдельности, а должен включать в себя взаимодействие разных видов опыта и угнетения, часто усиливающих друг друга. Интерсекциональный феминизм включает теорию пересечений и отвергает наличие единого женского опыта.
Название этой феминистской социологической теории было дано профессором Кимберли Креншоу в 1989 году, хотя сама концепция прослеживается ещё с XIX века. Теория исходит из того, что различные биологические, социальные и культурные категории, такие как гендерная идентичность, раса, класс, состояние здоровья, сексуальная ориентация, каста и другие идентичности взаимодействуют друг с другом на множестве уровней, и исследует эти взаимодействия. Сторонники теории интерсекциональности утверждают, что классические концептуализации угнетения в обществе, такие как расизм, классизм, сексизм, гомофобия, трансфобия, не действуют независимо друг от друга. Они взаимодействуют друг с другом, формируя систему угнетения, в которой действует множество видов дискриминации.

## Теория
Тема пересечения дискриминаций стала обсуждаться в социологических кругах в 1960—1970-х годах в связи с развитием мультикультурного феминистского движения. В движении, возглавляемом цветными женщинами, оспаривалась идея того, что женщины являются однородной категорией с одинаковым жизненным опытом. Это произошло из-за осознания того, что западные белые женщины среднего класса не представляют феминистское движение в целом. Признавая, что формы угнетения, испытываемые белыми женщинами среднего класса, отличались от форм, которые испытывали чернокожие, бедные или женщины с ограниченными возможностями, феминистки стремились понять, каким образом гендер, раса и класс в совокупности «определяют женскую судьбу». Лесли Макколл, ведущий теоретик в области интерсекциональности, утверждает, что теория пересечений очень важна для социологии, так как до её развития было мало исследований, специализировавшихся на опыте людей, подверженных множеству форм дискриминации.
Термин теория пересечений был впервые введён Кимберли Креншоу в 1989 году. Креншоу утверждала, что опыт чернокожих женщин не сводился к простой сумме их расы и гендера, а любые наблюдения, не берущие в расчёт интерсекциональность, не могут правильно описать способ дискриминации чернокожих женщин. Термин приобрёл широкую известность в 1990-х годах, когда социолог Патриция Хилл Коллинз использовала эту идею как часть своей дискуссии о чёрном феминизме. Также как и Креншоу, Коллинз утверждала, что модели угнетения в культуре не только взаимосвязаны, но и находятся под влиянием различных общественных систем: расовой, гендерной, классовой и др.:42. Интерсекциональный феминизм защищает права всех представителей угнетённых групп — не только цис-женщин, но и транс-женщин, интерсекс и людей, выходящих за пределы бинарной гендерной системы. В данном течении учитывается опыт не только белых женщин среднего класса (как в белом феминизме), но и женщин с инвалидностью, секс-работниц, «цветных» женщин и т. п.
Гендерная исследовательница Р. Э. Хоскин дополнила интерсекциональную теорию анализом дискриминации и угнетения на основе фемининного гендерного выражения — фэмфобии.

## В мужских исследованиях
Интерсекциональный подход применяется при исследовании проблем мужчин, таких как мужское здоровье. Психолог Аман Сиддики, применяя интерсекциональный подход, отмечает, что мужчины не сталкиваются с предвзятостью в одинаковой мере: так, проявление гендерных стереотипов, — например, восприятие мужчин как опасных и агрессивных, — будет варьироваться в зависимости от расы. Исследование 2023 года, изучавшее неявную предвзятость в аспекте интерсекциональности, показало, что предубеждения в пользу женщин и против мужчин имеют более выраженный и доминирующий характер по сравнению  с предубеждениями по признаку класса или расы во всех демографических группах общества.

## Критика

### Методы и идеология
Создание проверяемых предсказаний на основе теории интерсекциональности может быть сложным; постинтерсекционные критики теории интерсекциональности обвиняют ее сторонников в неадекватном объяснении причинно-следственной методологии и говорят, что они сделали неверные предсказания о статусе некоторых групп меньшинств. Дэвис (2008) утверждает, что интерсекциональность неоднозначна и открыта, и что «отсутствие четкого определения или даже конкретных параметров позволило использовать ее практически в любом контексте исследования».
Рекия Джибрин и Сара Салем утверждают, что теория интерсекциональности создает единую идею политики борьбы с угнетением, которая требует от своих приверженцев многого, часто больше, чем можно разумно ожидать, что создает трудности в достижении праксиса. Они также говорят, что интерсекциональная философия поощряет фокусирование на проблемах внутри группы, а не на обществе в целом, и что интерсекциональность — это «призыв к сложности и отказу от чрезмерного упрощения... это имеет параллельный эффект подчеркивания «внутренних различий» над гегемонистскими структурами».
Барбара Томлинсон, сотрудница кафедры феминистских исследований Калифорнийского университета в Санта-Барбаре, критически относится к применению интерсекциональной теории. Она определила несколько способов, с помощью которых общепринятая теория оказалась разрушительной для движения. Она утверждает, что распространенная практика использования интерсекциональности для нападок на другие способы феминистского мышления и тенденция ученых критиковать интерсекциональность вместо того, чтобы использовать интерсекциональность как инструмент для критики других традиционных способов мышления, является неправильным использованием идей, которые она отстаивает. Томлинсон утверждает, что для того, чтобы правильно использовать теорию интерсекциональности, интерсекциональные феминистки должны рассматривать не только аргументы, но и традиции и средства, с помощью которых эти аргументы приводятся. Традиционные ученые, скорее всего, будут отдавать предпочтение работам авторов или публикациям с ранее установленным авторитетом, вместо того, чтобы рассматривать качество каждой работы в отдельности, способствуя созданию негативных стереотипов, связанных как с феминизмом, так и с интерсекциональностью, поскольку слабые аргументы в защиту феминизма и интерсекциональности становятся заметными благодаря известности. Далее она утверждает, что это позволяет критикам интерсекциональности атаковать эти слабые аргументы, «[сводя] радикальную критику власти в интерсекциональности к желаниям идентичности и инклюзии, и предлагая дерадикализованную интерсекциональность в качестве актива для доминирующих дисциплинарных дискурсов».
Лиза Даунинг утверждает, что интерсекциональность слишком много внимания уделяет групповой идентичности, что может привести к игнорированию того факта, что люди являются личностями, а не просто членами какого-либо класса. Игнорирование этого факта может привести к упрощенному анализу и неточным предположениям о том, как определяются ценности и установки человека.

### Психология
Исследователи в области психологии использовали эффекты пересечения с 1950-х годов. Эти эффекты пересечения были основаны на изучении объективации предубеждений, эвристик, стереотипов и суждений. Психологи распространили исследования психологических предубеждений на такие области, как когнитивная и мотивационная психология. Было установлено, что каждый человеческий разум имеет свои собственные предубеждения в суждениях и принятии решений, которые имеют тенденцию сохранять статус-кво, избегая изменений и внимания к идеям, которые существуют за пределами его личной сферы восприятия. Эффекты психологического взаимодействия охватывают целый ряд переменных, хотя наиболее изученной категорией являются эффекты от человека к ситуации. В результате психологи не рассматривают эффект взаимодействия демографических характеристик, таких как пол и раса, как более или менее значимый, чем любой другой эффект взаимодействия. Кроме того, угнетение можно считать субъективной конструкцией, если рассматривать его как абсолютную иерархию. Даже если бы было достигнуто объективное определение угнетения, эффекты от человека к ситуации затруднили бы признание определенных лиц или категорий лиц одинаково угнетенными. Например, чернокожие мужчины стереотипно воспринимаются как жестокие, что может быть недостатком при взаимодействии с полицией, но также как физически привлекательные, что может быть преимуществом в романтических ситуациях.
Психологические исследования показали, что обладание несколькими угнетенными или маргинализированными идентичностями оказывает влияние, которое не обязательно является аддитивным или даже мультипликативным, а, скорее, взаимодействует сложным образом. Например, черные геи могут оцениваться более позитивно, чем черные гетеросексуальные мужчины, потому что «феминные» аспекты стереотипов геев смягчают гипермаскулинные и агрессивные аспекты стереотипов чёрных.

### Антисемитизм
Хотя теория интерсекциональности не связана с антисемитизмом в явном виде, критики связывают риторику вокруг интерсекциональности с определенными формами антисемитизма. На практике, как утверждают критики, интерсекциональность используется как идеологическое средство для оправдания антисемитизма. Некоторые ученые, журналисты и активисты отмечают, что сторонники интерсекциональности склонны подчеркивать неблагоприятное положение евреев или даже устраивать виктимблейминг. Создавая иерархию более и менее угнетенных групп, критики утверждают, что интерсекциональность используется для создания нарратива вины, направленного против не «угнетенных» групп в целом и евреев в частности.
Другие, однако, утверждают, что интерсекциональность является полезной рамкой для понимания антисемитизма по отношению к другим формам угнетения, и что нет никаких внутренних причин, по которым интерсекциональность не может быть использована для эффективного освещения еврейского дела. Эти авторы утверждают, что критики используют соломенное чучело, приписывая антисемитскую деятельность «интерсекциональности», не объясняя, как они связаны, и не вникая в фактические аргументы и позиции теоретиков интерсекциональности.

### Споры во Франции
Во Франции интерсекциональность была осуждена[кем?] как школа мысли, завезенная из США. Министр образования Франции Жан-Мишель Бланкер заявил, что интерсекциональность противоречит французским республиканским ценностям. Он обвинил сторонников интерсекциональности в том, что они играют на руку исламизму. В свою очередь, Libération обвинила Жана-Мишеля Бланкера в том, что он плохо понимает концепцию интерсекциональности и нападает на нее по политическим причинам. Убийство Самюэля Пати якобы послужило предлогом для таких нападок на концепцию интерсекциональности.

## Комментарии
1. ↑  См. Гегемония и Культурная гегемония.